# 肥後西村站
肥後西村站（日语：／ Higo-nishinomura eki */?）位於熊本縣球磨郡錦町大字西，是球磨川鐵道湯前線的車站。

## 車站構造
岸式1面1線，可供6節車廂停靠的無人車站。設有候車室、廁所與自動販賣機。站前則有公共電話。

## 車站周邊
本站東南方向、國道219號有廣大的村落散佈於兩側。國道219號上有産交巴士的球磨商業高校前公車站。
- 熊本縣立球磨高級商業職業學校 - 距離車站南方約300公尺。
- 國道219號 - 距離車站南方約600公尺。
- 球磨川
- 木綿葉橋（めうばばし）- 跨越球磨川的橋梁。
- 新宮寺六觀音 - 相良33觀音之一。

## 歷史
- 1924年3月30日　設立。
- 1962年10月1日 - 廢止貨物業務。
- 1963年4月1日 - 業務委託化。
- 1971年2月20日 - 無人化。
- 1987年4月1日 - 國鐵分割民營化後成為九州旅客鐵道（JR九州）轄下的車站。
- 1989年10月1日 - 湯前線交由球磨川鐵道營運。

## 相鄰車站
球磨川鐵道
湯前線
川村－肥後西村－一武

## 關連項目
- 日本鐵路車站列表

## 外部連結
- 球磨川鐵道各站資訊 （页面存档备份，存于）（日語）